# Węgornik
Węgornik (niem. Aalgraben) – osada w Polsce położona w województwie zachodniopomorskim, w powiecie polickim, w gminie Police na skraju Puszczy Wkrzańskiej.
Przynależność polityczno-administracyjna:
- 1815–1866: Związek Niemiecki, Królestwo Prus, prowincja Pomorze
- 1866–1871: Związek Północnoniemiecki, Królestwo Prus, prowincja Pomorze
- 1871–1918: Cesarstwo Niemieckie, Królestwo Prus, prowincja Pomorze
- 1919–1933: Rzesza Niemiecka (Republika Weimarska), kraj związkowy Prusy, prowincja Pomorze
- 1933–1945: III Rzesza, prowincja Pomorze
- 1945–1952: Rzeczpospolita Polska (Polska Ludowa), województwo szczecińskie
- 1952–1975: Polska Rzeczpospolita Ludowa, województwo szczecińskie
- 1975–1989: Polska Rzeczpospolita Ludowa, województwo szczecińskie
- 1989–1998: Rzeczpospolita Polska, województwo szczecińskie
- 1999 – teraz: Rzeczpospolita Polska, województwo zachodniopomorskie, powiat policki, gmina Police

## Turystyka
Przez wieś prowadzi  Szlak Puszczy Wkrzańskiej (Szlak Puszczy Wkrzańskiej im. Stefana "Taty" Kaczmarka) i  czarny szlak rowerowy (Szlak Parków i Pomników Przyrody) z Bobolina przez Dobrą i rezerwat przyrody Świdwie do Trzebieży.